# Barajul Izbiceni
Barajul Izbiceni este ultimul baraj pe râul Olt, situat la 15 km în amonte de vărsarea în Dunăre. Se ajunge la baraj dinspre Corabia (20 km), dispre Caracal (50 km) și dinspre Turnu Măgurele (10 km). Barajul este de tip PG/TE  cu înălțimea de 31,50 m și lungimea de 100,00 m, iar lacul de acumulare are o lungime de 15 km, lățimea de până la 1,0 km și suprafața de 1.095 ha. Lungimea digului mal stâng este de 13.543 m, iar a celui drept este de 14.724 m. 
Pentru irigații s-au realizat o priză de rezervă în culeea digului mal stâng și una în culeea digului mal drept port amonte ecluză care pot prelua fiecare câte 4,56 mc/s. Scopul acumulării este obținerea de hidroenergie, alimentare cu apă și navigație.

## Caracteristici principale
Barajul
- cota la coronament = 48,50 m;
- înălțimea barajului = 31,50 m;
- înălțimea digului = 16,00 m;
- lungimea barajului = 100,00 m;

Lacul
- lungimea lacului = 15,00 km;
- lățimea lacului = 1,00 km;
- volumul acumulării = 74,00 milioane mc;
- suprafața (luciu de apă) = 1.095 ha.